# Warminghurst
Warminghurst – wieś w Anglii, w hrabstwie West Sussex, w dystrykcie Horsham. Leży 29 km na północny wschód od miasta Chichester i 66 km na południe od Londynu.